# Igor Warabida
Igor Warabida (Varsavia, 13 gennaio 1975) è un ex pentatleta polacco.

## Palmarès
In carriera ha conseguito i seguenti risultati:
- Mondiali:

Basilea 1995: oro nel pentathlon moderno staffetta a squadre e bronzo a squadre.
Roma 1996: oro nel pentathlon moderno staffetta a squadre.
Sofia 1997: bronzo nel pentathlon moderno staffetta a squadre.
Pesaro 2000: argento nel pentathlon moderno a squadre.